# レッツ豪太
レッツ豪太（レッツごうた、1989年9月11日 - ）は、日本の男性元総合格闘家。大阪府大阪市出身。総合格闘技道場コブラ会所属。初代GLADIATORウェルター級王者。第7代ウェルター級キング・オブ・パンクラシスト。

## 来歴
2010年4月3日、DEMOLITION WESTでプロデビュー。須田智行に1RパンチによるKO勝利を収める。
2011年4月の修斗トーナメントにおいて1回戦で吉川雷鳴に判定勝ち。6月の2回戦では加藤靖にアームロックで一本勝ちし決勝進出。12月の決勝戦では岡野裕城に判定で敗れるも準優勝を果たす。
2014年8月、PANCRASEウェルター級王座決定戦で村山暁洋に判定勝ちを収め王座を獲得した。2014年12月には近藤有己を相手に王座の初防衛に成功するが、2015年10月に鈴木槙吾とタイトルマッチを行い、一本負けにより王座陥落した。
2016年6月19日、新生GLADIATORの旗揚げ興行となったGLADIATOR 001 in WAKAYAMAのGLADIATORウェルター級王者決定戦で中村勇太と対戦し、2-1の判定勝ちを収め初代GLADIATORウェルター級王座に輝く。
2016年11月23日、GLADIATOR 002 in OSAKAのGLADIATORウェルター級タイトルマッチでムン・ジュンヒと対戦し、3-0の判定勝ちを収め初防衛に成功した。
2018年9月2日、GLADIATOR × DEMOLITION Vol.2のGLADIATORウェルター級タイトルマッチでチョモランマ1/2と対戦し、1R序盤に左ハイキックをチョモランマの顔面に当て追撃のパウンドでKO勝ちを収め2度目の防衛に成功した。
2018年12月3日、GRACHAN37 × GLADIATOR 008のGRANDウェルター級王座決定戦でルクク・ダリと対戦し、0-3の判定負けを喫し王座獲得に失敗、敗戦によりレッツが保持していたGLADIATOR王座はダリが獲得したGRAND王座に吸収される形で消滅（返上）した。

### RIZIN
2020年11月21日、RIZIN.25でRIZINデビュー。住村竜市朗と対戦するも2-1の判定負け。
2021年2月21日、DEEP 100 IMPACTのDEEPウェルター級暫定王者決定戦で阿部大治と対戦し、阿部のフックでレッツが左手指を負傷、ドクターストップによる1RTKO負けを喫し王座獲得に失敗した。
2021年8月8日、GRACHAN 49のGRANDウェルター級挑戦者決定戦で川中孝浩と対戦し、パウンドで1RTKO負けを喫し王者の長岡弘樹への挑戦権を獲得できなかった。

### 現役引退
2022年1月7日付で総合格闘家の引退を表明し、同年1月23日に行われたGLADIATOR 016 in OSAKAで引退セレモニーが行われた。引退後は自身のリングネームを冠したパーソナルジム・LET'S personal training gymの代表を務めている。

## 戦績

### 総合格闘技
| 総合格闘技 戦績 | 総合格闘技 戦績 | 総合格闘技 戦績 | 総合格闘技 戦績 | 総合格闘技 戦績 | 総合格闘技 戦績 | 総合格闘技 戦績 |
| --------------- | --------------- | --------------- | --------------- | --------------- | --------------- | --------------- |
| 30 試合         | (T)KO           | 一本            | 判定            | その他          | 引き分け        | 無効試合        |
| 15 勝           | 4               | 2               | 9               | 0               | 1               | 1               |
| 13 敗           | 5               | 3               | 4               | 0               | 1               | 1               |

| 勝敗 | 対戦相手                 | 試合結果                                     | 大会名                                                                     | 開催年月日     |
| ×    | 川中隆宏                 | 1R 0:50 KO（パンチ）                         | GRACHAN 49                                                                 | 2021年8月7日   |
| ×    | 阿部大治                 | 1R 2:34 TKO（レフェリーストップ : 指の負傷） | DEEP 100 IMPACT                                                            | 2021年2月21日  |
| ×    | 住村竜市朗               | 5分3R終了 判定1-2                            | RIZIN.25                                                                   | 2020年11月21日 |
| ○    | 脇本京平                 | 2R 4:40 アームバー                           | GLADIATOR 012                                                              | 2020年2月23日  |
| ×    | 三浦宏光                 | 1R 1:08 TKO（パンチ）                        | PANCRASE 309                                                               | 2019年10月20日 |
| △    | ユン・ジェジョン         | 5分2R終了 判定0-0                            | GLADIATOR 009                                                              | 2019年4月14日  |
| ×    | ロクク・ダリ             | 5分3R終了 判定0-3                            | GLADIATOR×DEMOLITION Vol2 in OSAKA 【初代GRANDウェルター級タイトルマッチ】 | 2018年12月2日  |
| ○    | 前田誠                   | 1R 0:13 KO（左ハイキック→パウンド）          | GLADIATOR X DEMOLITION vol.2                                               | 2018年9月2日   |
| ×    | 浜岸雅之                 | 2R 2:15 リアネイキッドチョーク               | Grandslam MMA 6                                                            | 2017年10月29日 |
| ○    | イ・ヒョンソク           | 5分2R終了 判定3-0                            | GLADIATOR 004                                                              | 2017年8月13日  |
| ×    | キム・ギョンピョ         | 5分3R終了 判定0-2                            | GLADIATOR 003                                                              | 2017年3月5日   |
| ○    | ムン・ジュンヒ           | 5分3R終了 判定3-0                            | GLADIATOR 002                                                              | 2016年11月23日 |
| ×    | ゲル・チン               | 3R TKO（パンチ）                             | Fight King - Gold Belt Contest                                             | 2016年9月24日  |
| ○    | 中村裕太                 | 5分3R終了 判定3-0                            | GLADIATOR 001                                                              | 2016年6月19日  |
| ×    | ネルソン・カルヴァーリョ | 1R 0:52 リアネイキッドチョーク               | HEAT 37                                                                    | 2016年3月6日   |
| ×    | 鈴木槙吾                 | 2R 3:56 リアネイキッドチョーク               | PANCRASE 270 【ウェルター級キング・オブ・パンクラスタイトルマッチ】        | 2015年10月4日  |
| ×    | 鈴木槙吾                 | 2R 2:22 TKO（パンチ）                        | PANCRASE 267 【ウェルター級キング・オブ・パンクラスタイトルマッチ】        | 2015年5月31日  |
| ○    | 近藤有己                 | 5分3R終了 判定3-0                            | PANCRASE 263 【ウェルター級キング・オブ・パンクラスタイトルマッチ】        | 2014年12月6日  |
| ○    | 村山暁洋                 | 5分3R終了 判定3-0                            | PANCRASE 268 【ウェルター級キング・オブ・パンクラシスト決定戦】            | 2014年8月10日  |
| ○    | 高木健太                 | 5分3R終了 判定3-0                            | PANCRASE 258                                                               | 2014年5月11日  |
| ○    | 山崎章裕                 | 5分2R終了 判定3-0                            | PANCRASE 254                                                               | 2013年12月7日  |
| ×    | 鈴木敏和                 | 2R 0:26 TKO（パンチ）                        | PANCRASE 250 【ネオブラットトーナメント決勝】                              | 2013年7月28日  |
| ○    | 北田保                   | 2R 4:01 TKO（パンチ）                        | PANCRASE 247                                                               | 2013年5月19日  |
| ○    | 草柳茂明                 | 5分2R終了 判定2-0                            | PANCRASE PROGLESS TOUR 12                                                  | 2012年11月10日 |
| －   | 清輝涼                   | 1R 1:45 無効試合                             | PANCRASE PROGLESS TOUR 10                                                  | 2012年9月1日   |
| ○    | 久保田耕生               | 1R 2:37 TKO（パンチ）                        | PANCRASE PROGLESS TOUR 5                                                   | 2012年4月28日  |
| ×    | 岡野裕城                 | 5分2R終了 判定2-0                            | 修斗                                                                       | 2011年12月18日 |
| ○    | 加藤靖                   | 1R 3:22 アームロック                         | 修斗                                                                       | 2011年6月5日   |
| ○    | 吉川雷鳴                 | 5分2R終了 判定2-0                            | 修斗                                                                       | 2011年4月3日   |
| ○    | 須田智行                 | 1R 1:16 TKO                                  | DEMOLITION                                                                 | 2010年4月3日   |

## 獲得タイトル
- 第8回 関西アマチュア修斗FTミドル級 優勝
- 第6回 西日本アマチュア修斗OTミドル級 優勝
- 第7回 西日本アマチュア修斗OTミドル級 優勝
- 第2代ストライカーウェルター級王座
- 第7代ウェルター級キング・オブ・パンクラス王座
- 初代GLADIATORウェルター級王座